# 양산 통도사 은제도금아미타여래삼존상 및 복장유물
양산 통도사 은제도금아미타여래삼존상 및 복장유물(梁山 通度寺 銀製鍍金阿彌陀如來三尊像 및 腹藏遺物)은 대한민국 경상남도 양산시 하북면 통도사에 있는 조선시대의 불상과 유물이다. 2012년 2월 22일 대한민국의 보물 제1747호로 지정되었다.

## 개요
이 삼존상은 복장에서 발견된 발원문에 의하면 경태 원년(景泰元年)경오(庚午, 1450년, 세종 32)에 아미타삼존상으로 조성된 것이다. 육각연화대좌 위에 항마촉지인을 짓고 결가부좌한 아미타불상을 중심으로 연화좌 위에 선 관음보살과 대세지보살상을 좌우 협시로 두었다. 본존상은 아미타불상으로는 드물게 항마촉지인을 결하고 있으며, 관음·대세지보살상 역시 이들 도상에서 볼 수 없는 경권(經卷)을 지물로 들고 있어 주목된다.
불상에서 보이는 형식과 양식은 금강산 일대에서 발견된 여러 구의 불상과 양식 상 공통점을 보인다. 즉 팽이 형으로 솟은 육계 위에 연봉형의 큼직한 정상계주, 오밀조밀한 이목구비, 단엄한 얼굴 표정, 오른 팔뚝에 조그맣게 자리 잡은 Ω형 주름, 작은 체구지만 당당하고 육감적으로 표현한 가슴, 두터운 법의에 표현된 탄력 넘치고 골 깊은 주름 등이 특징이다. 이러한 양식적 특징은 원·명대 라마양식 불상의 영향을 받아 제작된 것으로, 여말선초로 추정되는 금동여래좌상(소재 불명)이나 경태(景泰)2년(1451,문종 원년)명 금동아미타삼존좌상(금강산 은정골 출토)등 고려말부터 조선 초에 걸쳐 금강산 일대에서 조성된 소형 금동불상들과 양식적 특징을 공유하고 있다.
따라서 이 아미타여래삼존상은 조성발원문에서 밝히고 있는 바와 같이 1450년에 조성된 작품임에 틀림없다.
비록 규모는 작지만 당당하면서도 품격 높은 예술성, 그리고 종교적 이상성이 잘 어우러진 우수한 작품으로 평가된다. 더불어 여말선초 외래양식의 영향을 받은 작품 중에서 제작시기와 제작자를 분명히 알 수 있어 이 시기 불상 연구에 귀중한 자료로 평가된다.

## 참고 자료
- 양산 통도사 은제도금아미타여래삼존상 및 복장유물 - 국가유산청 국가유산포털